# Günter Stratmann
Günter Stratmann (* 8. Januar 1931 in Hamm; † 9. September 2010 in Hagen) ist ein ehemaliger deutscher Fechter. Neben Erwin Casmir war er der einzige deutsche Fechter, der die deutsche Meisterschaft mit allen drei Waffen gewinnen konnte. Bei den Olympischen Spielen 1956 nahm er in allen drei Einzeldisziplinen teil, nachdem aus finanziellen Gründen kein weiterer Fechter die Reise nach Melbourne antreten konnte. Er focht erst beim TuS Hamm, später bei der FSG Iserlohn. Sein Sohn Jörg Stratmann war ebenfalls ein erfolgreicher Fechter und nahm 1984 an den Olympischen Spielen in Los Angeles teil.

## Sportlicher Werdegang
Stratmann begann seine Fechtkarriere beim TuS Hamm, nachdem er während eines Tischtennistrainings beim nebenan stattfindenden Fechttraining zusah. Bereits 1951 und 1952 gewann er die deutsche Juniorenmeisterschaft mit dem Degen. Anschließend wechselte er zur FSG Iserlohn. Trotz des Gewinns des vorolympischen Turniers in Berlin und Berufung in die Nationalmannschaft wird er 1952 nicht für die Olympischen Spiele in Helsinki nominiert. Trotzdem galt er als größtes Talent des deutschen Fechtsportes seit Erwin Casmir und gewann mehrere bedeutende Internationale Turniere. Bei den deutschen Meisterschaften 1955 wird er Doppelsieger im Florett und Säbel, 1956 wieder Meister mit dem Säbel und zweiter mit dem Florett. Als erfolgreichster Teilnehmer vertrat er Deutschland bei Länderkämpfen gegen Polen, bei den Weltmeisterschaften 1955 in Rom belegt er den 12. Rang im Florett und erreicht als erster deutscher nach dem Zweiten Weltkrieg die Halbfinalrunde bei einer Weltmeisterschaft.
1956 wurde Günter Stratmann als einziger deutscher Fechter für die Olympischen Spiele in Melbourne nominiert. Versuche des DFB-Präsidiums, wenigstens noch für Ilse Keydel, WM-dritte von 1953, eine Teilnahme zu ermöglichen, schlugen fehl. Stratmann wurde schließlich nur von Präsident Erwin Casmir nach Australien begleitet. Dementsprechend mangelte es ihm an Trainingspartnern für die Vorbereitung, selbst die Kiste mit seiner Ausrüstung kommt erst mit Verspätung an, sodass er die ersten beiden Wettkämpfe in Florett und Degen mit geliehenen oder neu gekauften Waffen und Kleidung bestreiten muss.
Trotz der widrigen Umstände erreicht er mit Florett und Säbel die Halbfinalrunde und verpasst den Einzug ins Finale als neunter bei jeweils nur einem fehlenden Sieg knapp. Im Degen scheidet er nach der dritten Runde aus. Dank des guten Abschneidens wurde  ihm anschließend die Silberne Ehrenplakette des DFB verliehen.
Bei den Olympischen Spielen 1960 in Rom wird der wegen Verletzungen und Konzentration auf die berufliche Laufbahn nur noch selten in der Nationalmannschaft fechtende Stratmann nicht mehr berücksichtigt. 1962 gewann er überraschend noch einmal die deutsche Meisterschaft im Degen, 1963 wird er letztmals für die Weltmeisterschaften nominiert, bevor er seine Fechtkarriere beendet.
Privat war Stratmann als Industriekaufmann tätig und hatte fünf Kinder. Drei seiner Kinder fochten ebenfalls, sein Sohn Jörg wurde wie sein Vater mehrfacher deutscher Meister im Säbelfechten und nahm 1984 an den Olympischen Spielen teil.

## Fechtstil
Stratmann galt als großes Talent, das ohne regelmäßige Lektionen bei bedeutenden Fechtmeistern erfolgreich war. Er zeichnete sich durch Schnelligkeit und gutes Gefühl für den richtigen Moment, Angriffe zu setzen (Tempogefühl), aus. Ein Beobachter der Sektion Fechten der DDR bescheinigte ihm ein hervorragend ausgeprägtes Tempogefühl, gute Technik und eine großartige Konzentration.

## Erfolge
Olympische Spiele
- 1956 Olympische Sommerspiele in Melbourne: Degeneinzel: 3. Runde, Floretteinzel: 9. Platz, Säbeleinzel: 9. Platz.

Weltmeisterschaften
- 1955 Weltmeisterschaften in Rom: Floretteinzel: 12. Platz.
- 1963 Weltmeisterschaften in Danzig: Teilnahme mit der Florettmannschaft.

Deutsche Meisterschaften
- 1955: Floretteinzel: 1. Platz, Säbeleinzel: 1. Platz.
- 1956: Floretteinzel: 2. Platz, Säbeleinzel: 1. Platz.
- 1962: Degeneinzel: 1. Platz.

Sonstiges
- Sieger des vorolympischen Turniers in Berlin 1952.
- 2. Platz Internationales Degenturnier „Jäger von Soest“.
- Sieger der Säbelturniere in Nordwijk, Zürich und Salzburg.